# Von Saltza
von Saltza är en svensk adelsätt med ursprung från Tyskland, vilken kom till Sverige via Estland. Ättens stamfader anges vara Heinrich von Salza som på 1500-talet besatt Brücken i Sangerhausen. Hans ättlingar flyttade till Estland och inkom därefter till Sverige på 1700-talet, med två söner till Anton Fredrik von Saltza till Sainkull och Odenkat och hans hustru Anna Dorotea Taube af Odenkat, Edvard Fredrik och Jacob Ludvig von Saltza. Den adliga ättens sist levande medlem, Jacob Ludvig von Saltza, upphöjdes i friherrligt och grevligt stånd, varvid den adliga ätten utgick i Sverige med hans bror Edvard Fredrik von Saltza, men ätten fortlever i friherrlig och grevlig rang.
Vapen: ett kvadrerat vapen, i vars första och fjärde fält ses lichtenauättens vapen, en lilja, vilken lär ha förts av herrmästaren Herman von Salza), och i det andra och tredje två från varandra vända metkrokar. Tidigare, innan överflytt till Estland, förde ätten en schackrutad Sparre)

## Edvard Fredrik von Saltzas gren, adliga ätten nr 1849
Edvard Fredrik von Saltza var överstelöjtnant vid Jämtlands regemente och gift von Platen. År 1731 naturaliserades han och brodern Jacob Ludvig von Saltza som svenska adelsmän och introducerades samma år på nummer 1849. Han fick en dotter, Eva Helena, som gifte sig med majoren Karl Gustaf Modée. Brodern upphöjdes till friherre 1755, varför den adliga ätten slockande på svärdssidan vid Edvard Fredrik von Saltzas död 1750.

## Friherrliga ätten von Saltza nummer 260
Jacob Ludvig von Saltza var major vid Östgöta infanteriregemente, generalmajor och landshövding i Jönköpings län. Han naturaliserades tillsammans med sin bror ovan och introducerades på samma nummer. År 1755 upphöjdes han emellertid till friherre varmed den adliga ätten kom att bli utgången. Hans söner Carl Fredrik och Hugo Herman introducerades i den rangen år 1766 på nummer 260. Jacob Ludvig von Saltzas hustru var friherrinnan Anna Charlotta Kruuse af Verchou, som via ätten Törnsköld var Bureättling. De fick sex barn. Yngste sonen Hugo Herman von Saltza upphöjdes till greve på nummer 96, men slöt sonlös den ätten själv. Hans syster friherrinnan stiftsfröken Lovisa Charlotta von Saltza gifte sig med Germund Carl Cederhjelm och var mor till Germund Ludvig Cederhielm.
Den friherrliga ätten fortlevde med dessa äldste bror, kammarherren friherre Carl Fredrik von Saltza, gift Danckwardt-Lillieström. Av deras sex barn vara det endast en som gifte sig, överstekammarjunkaren, friherre Edvard Fredrik von Saltza (1775-1859), senare upphöjd till greve. Han var gift med friherrinnan Beata Hamilton af Hageby. 

## Grevliga ätten von Saltza nummer 96
Hugo Herman von Saltza upphöjdes till greve på nummer 96, men slöt sonlös den ätten själv.

## Grevliga ätten von Saltza nummer 142
Den 25 februari 1843 upphöjdes Edvard Fredrik von Saltza (1775-1859) i grevlig värdighet jämlikt 37 § 1809 års regeringsform, innebärande att endast huvudmannen innehar grevlig rang. Ätten är den sista som upphöjts och introducerats i grevlig värdighet. Ätten introducerades som grevlig 3 februari 1845. Grevebrevet i original är i privat ägo.